# Volta Bianco
Il Volta Bianco, anche conosciuto come Nakambe, è un fiume dell'Africa occidentale (Burkina Faso e Ghana), ramo sorgentizio di sinistra del fiume Volta.

## Percorso
Ha origine da alcuni bassi rilievi collinari a nord della città di Ouagadougou. Scorre inizialmente con direzione mediamente meridionale, attraversando la parte centrale del Burkina Faso; entrato successivamente in territorio ghanese, assume direzione occidentale e riceve dalla destra idrografica l'affluente Volta Rosso (o Nazinon), il suo maggiore tributario. Procedendo nel suo corso, il fiume dirige nuovamente il suo corso verso sud, con un corso caratterizzato da numerosissimi meandri (da cui il nome del fiume, dal portoghese "volta" che significa "curva"), attraversando la regione settentrionale del Ghana fino a sfociare nel lago Volta, il grande lago artificiale formato dal fiume Volta a monte della grande diga di Akosombo.
I maggiori centri urbani incontrati nel suo corso sono le città di Daboya e Yapei, entrambe nel Ghana.

## Regime
Il regime del fiume risente della distribuzione stagionale delle piogge, caratterizzata da una prolungata stagione secca nel periodo novembre/giugno e da moderate precipitazioni nel rimanente periodo dell'anno.
Presso la città di Nawuni, nel Ghana, il valore medio di portata è di 249 m³/s, con oscillazioni annue comprese in media 3–6 m³/s del periodo gennaio/aprile e i 1.350 m³/s di settembre. Nell'alto corso il Volta Bianco assume spesso il carattere di corso d'acqua temporaneo, dal momento che la portata media in periodo di magra scende spesso fino a zero.